# Glee: The Music, Volume 4
Glee: The Music, Volume 4 — пятый альбом саундтреков к американскому музыкальному телесериалу «Хор», который транслируется телеканалом Fox в США и Канаде. Релиз альбома состоялся 26 ноября 2010 года на лейбле Columbia Records и включает в себя композиции, исполненные в первой половине второго сезона сериала. Исполнительными продюсерами стали Данте Ди Лорето и Брэд Фэлчак, а все треки были выпущены в качестве синглов посредством цифровой дистрибуции. Номинирован на премию Грэмми в 2012 году в категории «Лучший альбом саундтреков» .

## Создание
В альбом вошли треки, исполненные в первых девяти эпизодах второго сезона сериала, кроме пятого, «The Rocky Horror Glee Show», музыкальные номера которого вошли в отдельный мини-альбом Glee: The Music, The Rocky Horror Glee Show, выпущенный в октябре 2010 года. Трек-лист Glee: The Music, Volume 4 был анонсирован 3 ноября 2010 года, а остальные подробности стали известны вместе с пресс-релизом от 9 ноября. Альбому предшествовал Glee: The Music, The Christmas Album, релиз которого состоялся 16 ноября и сопровождал рождественский эпизод сериала. Актриса Гвинет Пэлтроу, сыгравшая роль Холли Холлидей, приняла участие в записи альбома с песней «Forget You», цензурированной версии песни рэпера Cee Lo Green «Fuck You!». Композиция «Teenage Dream», исполненная в сериале хором академии Далтон, вошла также в альбом Glee: The Music Presents the Warblers.
Альбом добрался до пятой строчки чарта Billboard 200 и второй Billboard Soundtracks, со 128 тыс. проданных копий за первую неделю. На той же неделе он дебютировал в Canadian Albums Chart на шестом месте, в Новой Зеландии — под номером десять, а в Australian Singles Chart — под номером три 6 декабря 2010 года, а позже получил золотую сертификацию и был продан количеством 35 тыс. копий, а позже — платиновую.

## Синглы
Все композиции, вошедшие в альбом, были выпущены в качестве цифровых синглов с сентября по ноябрь 2010 года. Все синглы, кроме «Sway», занимали места в чарте Billboard Hot 100 и Canadian Hot 100; самым успешным стала кавер-версия «Teenage Dream», которая добралась до восьмой и десятой строчек соответственно и была продана количеством 55 тыс. копий в первый день и 214 тыс. в первую неделю продаж, что стало наивысшим показателем для сериала, побив ранее установленный рекорд «Don’t Stop Believin'», 177 тыс. копий которого были проданы в первые семь дней. В Канаде было продано 13 тыс. копий. Второй по популярности стала акустическая кавер-версия песни «Toxic» певицы Бритни Спирс, которая добралась до пятнадцатого места в США и шестнадцатого в Канаде. В США было продано 109 тыс. экземпляров сингла. В других странах стали популярны «Billionaire», добравшийся до пятнадцатого места в Ирландии, и «Empire State of Mind», занимавший в Австралии двадцатую строчку. Сингл «Empire State of Mind» установил рекорд, став самым быстропродаваемым альбомом сериала за первый день выхода.
Сериалом был побиты рекорд, по количеству синглов, появлявшихся в чарте Billboard Hot 100, ранее установленный группой The Beatles; в чарте появились сразу шесть синглов за одну неделю, начиная с 16 октября 2010 года. Это также позволило сериалу занять третью строчку среди всех исполнителей за всю историю чарта, после Элвиса Пресли и Джеймса Брауна.

## Список композиций
| №   | Название                                  | Автор(ы) | Оригинальный исполнитель                                         | Длительность |
| --- | ----------------------------------------- | --- | ---------------------------------------------------------------- | ------------ |
| 1.  | «Empire State of Mind»                    | Шоун Картер, Энджела Хант, Берт Кейес, Алишиа Кис, Сильвиа Робинсон, Джанет Андреа Сьюэлл, Александр Уильям Шакбёрг | Jay-Z и Алишиа Кис                                               | 4:39         |
| 2.  | «Billionaire»                             | Трэвис Маккой, Питер Эрнандес, Филлип Лоуренс, Ари Левайн                                                           | Тр'вис Маккой и Бруно Марс                                       | 3:32         |
| 3.  | «Me Against the Music»                    | Мадонна Чикконе, Кристофер Стюарт, Териус Нэш, Пенелопа Магнет, Гэри О'Брайен, Бритни Спирс                         | Бритни Спирс и Мадонна                                           | 3:46         |
| 4.  | «Stronger»                                | Макс Мартин, Рами Якоуб                                                                                             | Бритни Спирс                                                     | 3:25         |
| 5.  | «Toxic»                                   | Хенрик Джонбэк, Кристин Карлссон, Понтус Уиннберг, Кэти Деннис                                                      | Бритни Спирс                                                     | 3:26         |
| 6.  | «The Only Exception»                      | Хейли Уильямс, Джош Фарро                                                                                           | Paramore                                                         | 4:28         |
| 7.  | «I Want to Hold Your Hand»                | Джон Леннон, Пол Маккартни                                                                                          | версия Терезы Виктории Капио из фильма 2007 года Через Вселенную | 2:38         |
| 8.  | «One of Us»                               | Эрик Баззилиан | Джоан Осборн                                                     | 4:02         |
| 9.  | «River Deep, Mountain High»               | Элли Гринвич, Джефф Барри, Фил Спектор                                                                              | Айк и Тина Тёрнеры                                               | 3:34         |
| 10. | «Lucky»                                   | Джейсон Мраз, Колби Кэйллат, Тимоти Фаган                                                                           | Джейсон Мраз и Колби Кэйллат                                     | 3:09         |
| 11. | «One Love (People Get Ready)»             | Bob Marley | Боб Марли и The Wailers                                          | 2:36         |
| 12. | «Teenage Dream»                           | Лукас Госсвалд, Кэти Перри, Макс Мартин, Бенджамин Левайн, Бонни Макки                                              | Кэти Перри                                                       | 3:41         |
| 13. | «Forget You» (при участии Гвинет Пэлтроу) | Лоуренс, Эрнандес, Левайн, Браун, Кэллоуэй                                                                          | Cee Lo Green                                                     | 3:42         |
| 14. | «Marry You»                               | Ари Алевайн, Бруно Марс, Филлип Лоуренс                                                                             | Бруно Марс                                                       | 3:46         |
| 15. | «Sway»                                    | Pablo Beltrán Ruiz                                                                                                  | Pablo Beltrán Ruiz                                               | 3:09         |
| 16. | «Just the Way You Are»                    | Кари Кейн, Лоуренс, Левайн, Бруно Марс, Калил Уотсон                                                                | Бруно Марс                                                       | 3:37         |
| 17. | «Valerie»                                 | The Zutons | Марк Ронсон и Эми Уайнхаус                                       | 3:35         |
| 18. | «(I’ve Had) The Time of My Life»          | | Билл Медли, Дженнифер Уорнс из фильма Грязные танцы              | 4:37         |

## Чарты и сертификации
| Чарт (2010)             | Наивысшая позиция |
| ----------------------- | ----------------- |
| Australian Albums Chart | 3                 |
| Canadian Albums Chart   | 6                 |
| Irish Albums Chart      | 12                |
| US Billboard 200        | 5                 |

| Чарт (2011)                     | Наивысшая позиция |
| ------------------------------- | ----------------- |
| Belgian Albums Chart (Flanders) | 61                |
| Belgian Albums Chart (Wallonia) | 91                |
| Dutch Albums Chart              | 24                |
| Mexican Albums Chart            | 8                 |
| New Zealand Albums Chart        | 7                 |
| Portuguese Albums Chart         | 26                |
| Spanish Albums Chart            | 86                |
| UK Albums Chart                 | 4                 |

| Страна                 | Сертификация |
| ---------------------- | ------------ |
| Австралия (ARIA)       | Платиновый   |
| Новая Зеландия (RIANZ) | Золотой      |
| Ирландия (IRMA)        | Золотой      |
| Великобритания (BPI)   | Золотой      |
| США (RIAA)             | Золотой      |